# موتکی
موتکی (به ترکی استانبولی: Mutki، به کردی: Motkî‎) یک منطقهٔ مسکونی در ترکیه است که در استان بیتلیس واقع شده‌است. موتکی ۲٬۰۱۷ متر بالاتر از سطح دریا واقع شده‌است.